# Parco nazionale Munții Rodnei
Il parco nazionale Munții Rodnei (in romeno Parcul naţional Munții Rodnei) è un'area naturale protetta che si trova nel nord della Romania. Istituito nel 1990.